# Torsby pastorat
Torsby pastorat är ett pastorat i södra Kungälvs kommun vid Nordre älv och Västerhavet i Bohuslän, Västra Götalands län.
Pastoratet tillhör Göta Älvdalens kontrakt (före 1 april 2007 Älvsyssels södra kontrakt) i Göteborgs stift. Bland annat ingår Marstrand i pastoratet.
Pastoratet består av följande fyra församlingar:
- Torsby församling (moderförsamling)
- Marstrands församling
- Harestads församling
- Lycke församling

Vid en brand i Torsby prästgård 1760 förstördes pastoratets arkiv och därmed kyrkböcker för släktforskning.
Pastoratskod är 080503.

## Kyrkor

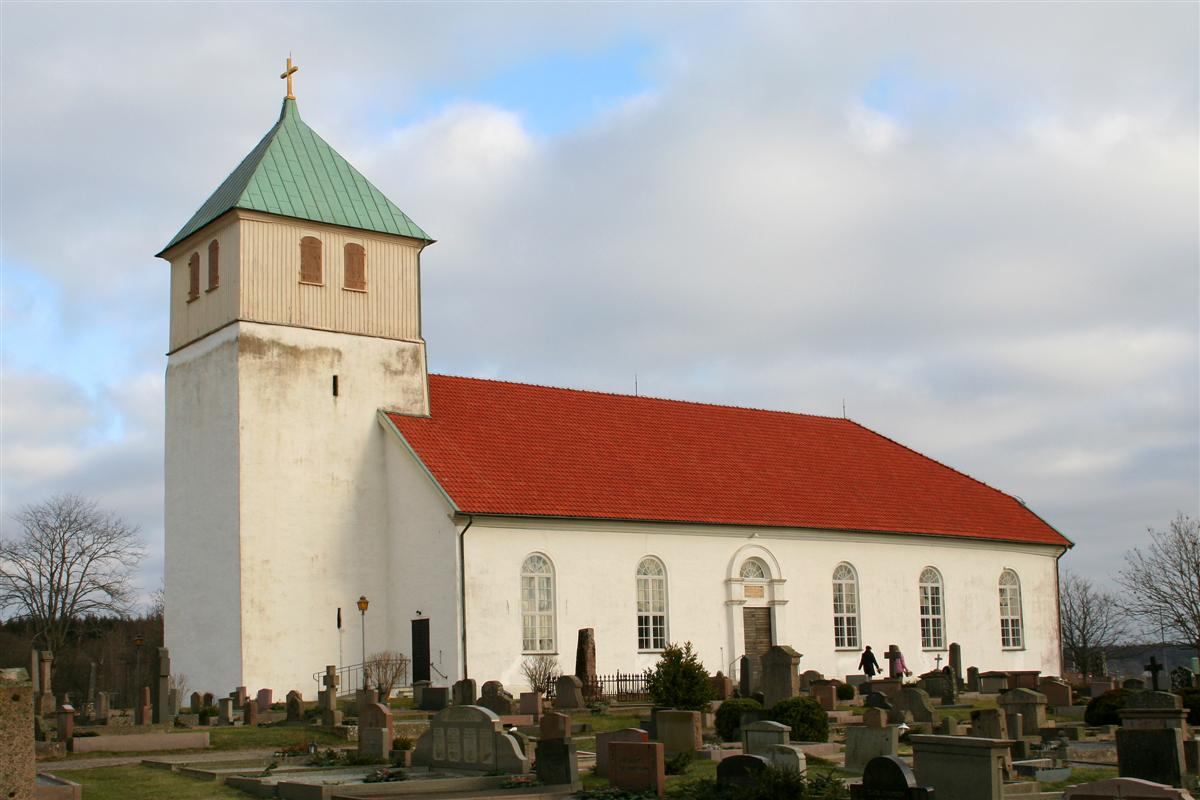
Torsby kyrka
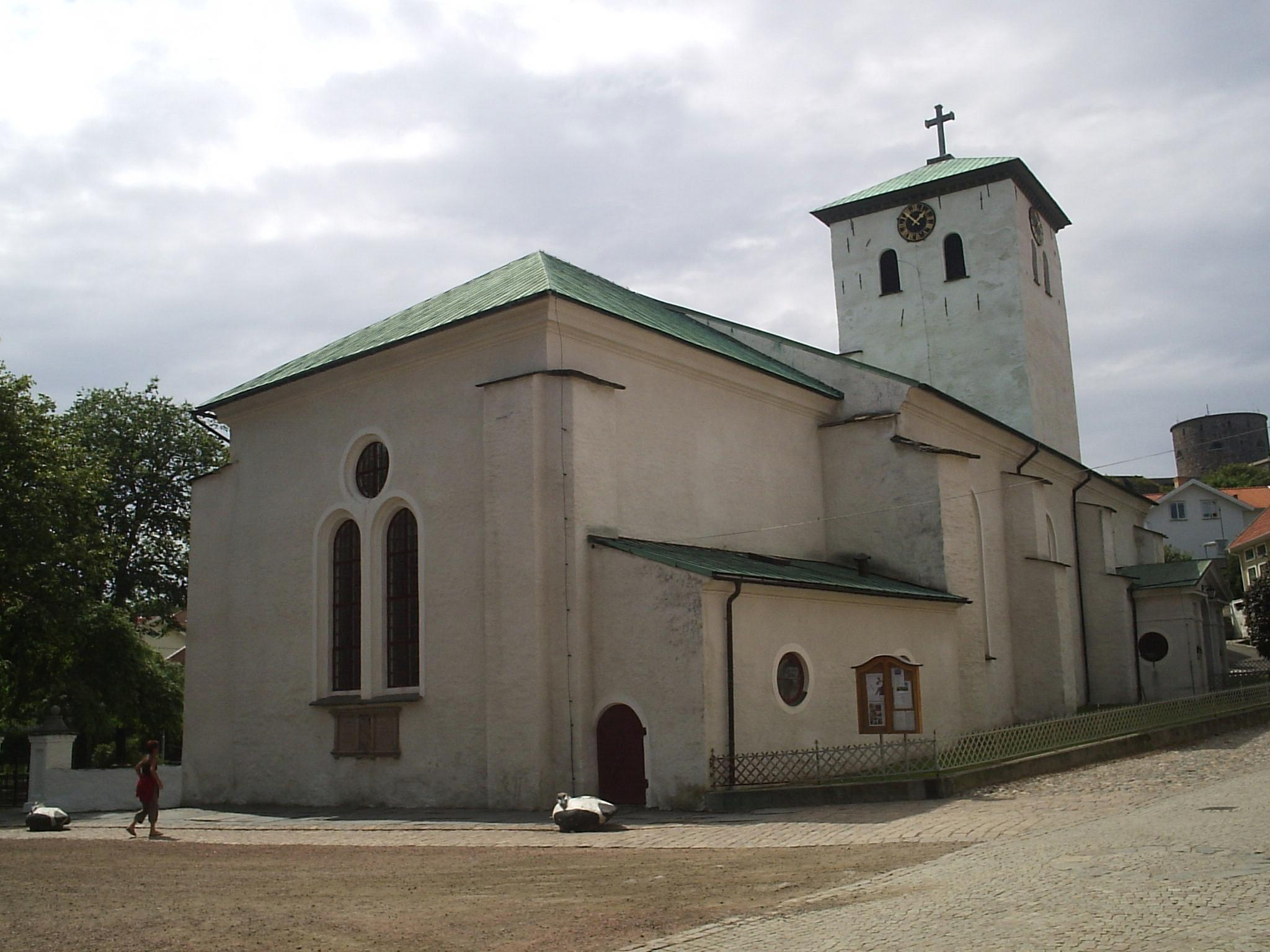
Marstrands kyrka
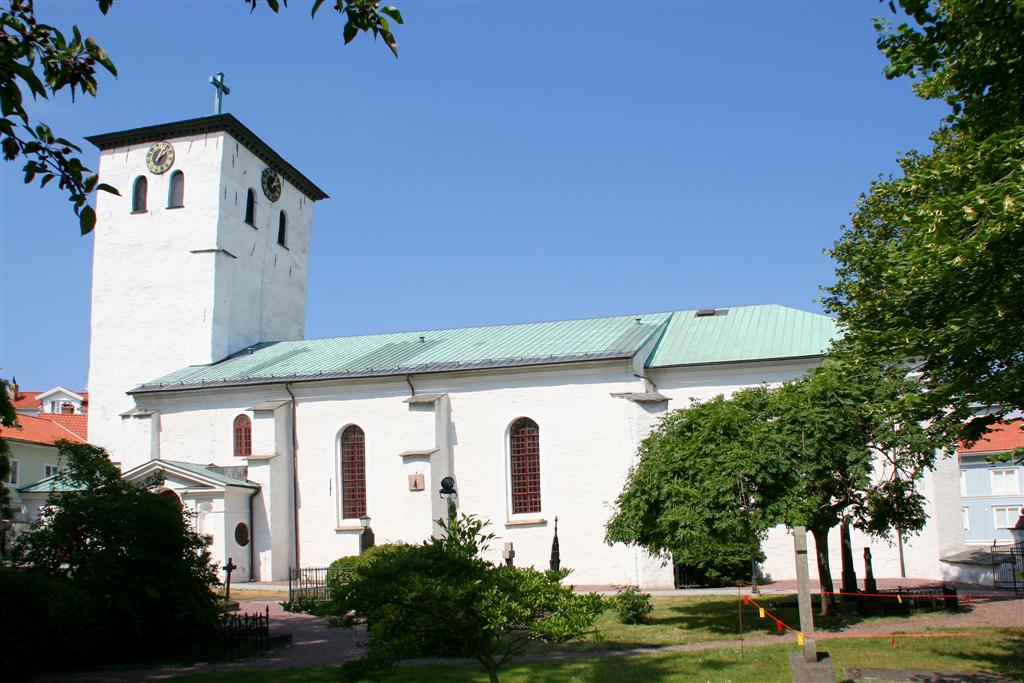
Marstrands kyrka från norr
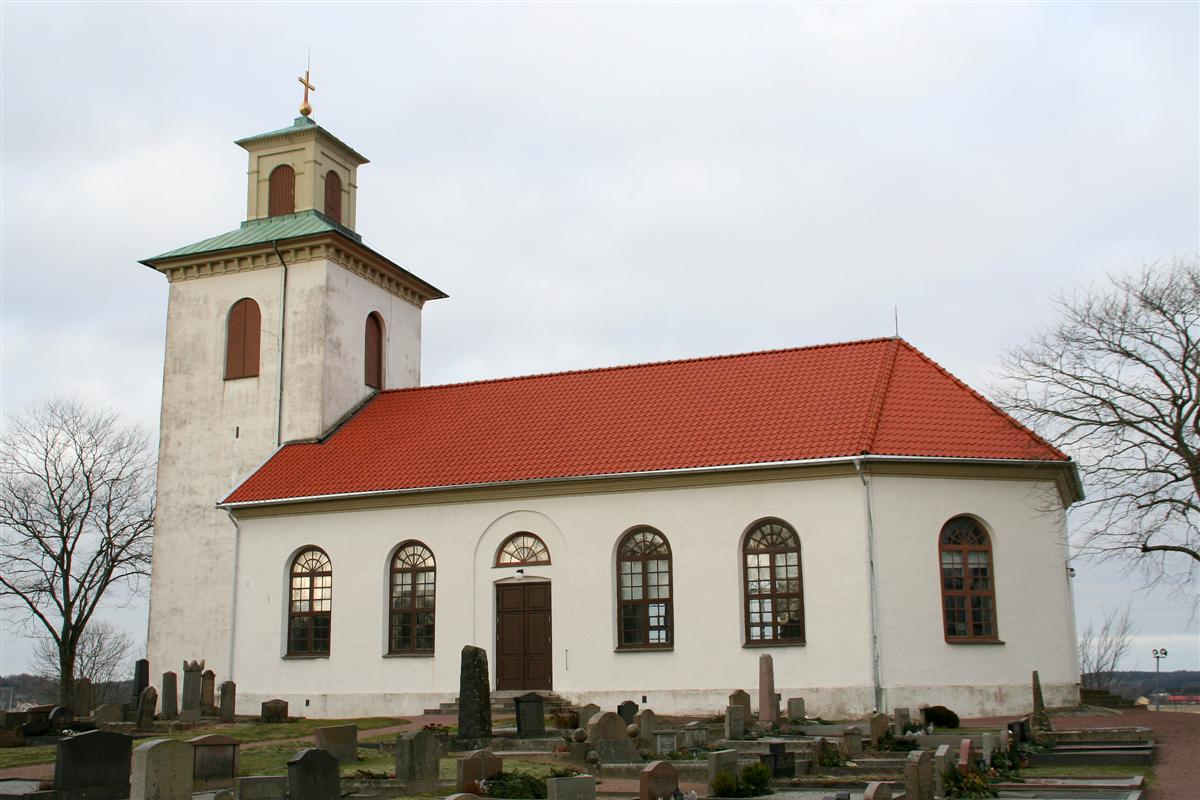
Harestads kyrka
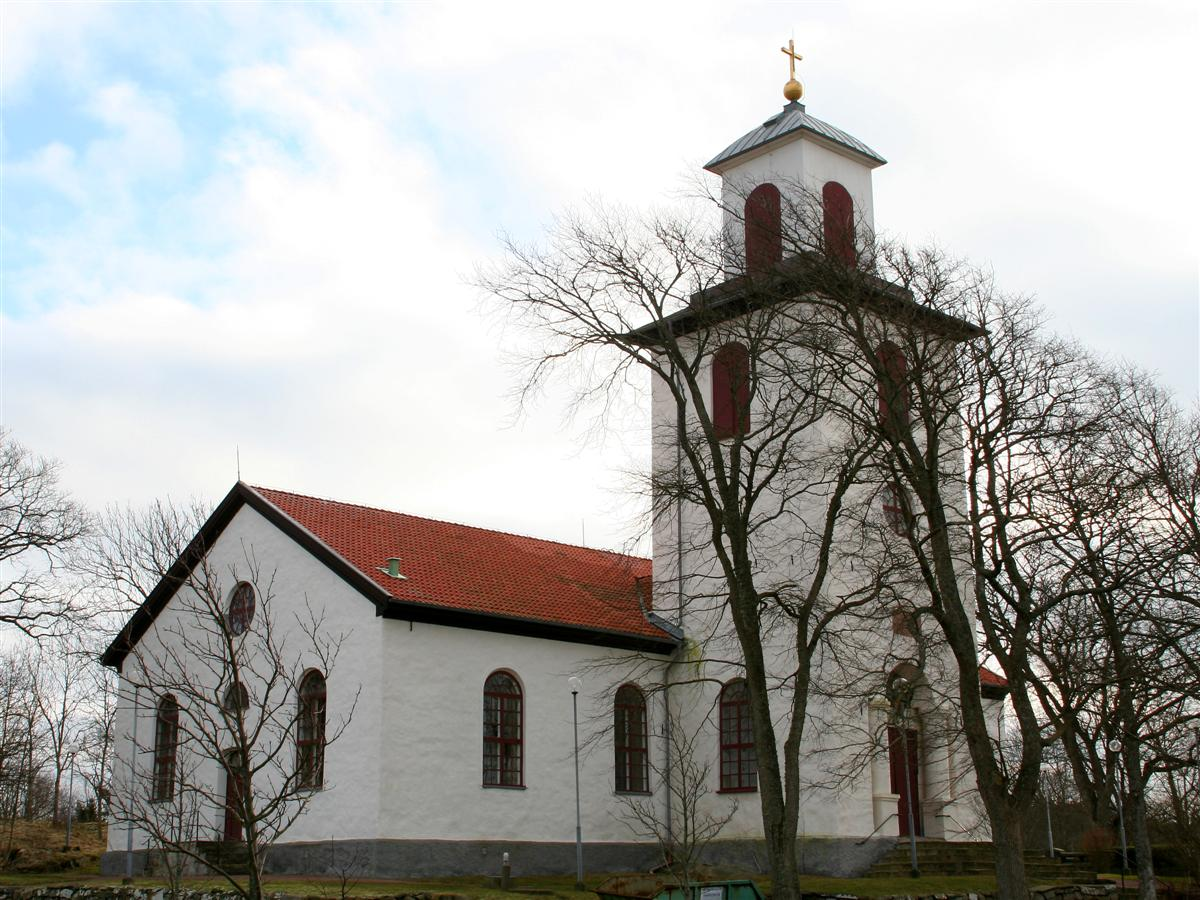
Lycke kyrka